# Mu’awija II
Mu’awija ibn Jazid (ur. 661, zm. 684) – kalif z dynastii Umajjadów w latach 683-684.
Był synem kalifa Jazida I z dynastii Umajjadów. Władzę objął w młodym wieku, był chorowity i nie miał większych zdolności politycznych. W czasie jego rządów doszło do wzrostu potęgi antykalifa Abd Allaha Ibn az-Zubajra, który korzystając z zamętu w państwie Umajjadów podporządkował sobie: południową Arabię, Egipt, Irak i wkroczył z wojskami do Syrii.
Mu'awija II uważany był za zwolennika kadaryzmu w islamie. Prawdopodobnie przyczyną jego nagłej śmierci było otrucie. Rządził ok. od 20 dni do 2 miesięcy.